# Erocha leucodisca
Erocha leucodisca är en fjärilsart som beskrevs av George Francis Hampson 1910. Erocha leucodisca ingår i släktet Erocha och familjen nattflyn. Inga underarter finns listade i Catalogue of Life.